# Филя-Ёль
Филя-Ёль — река в России, протекает по территории Троицко-Печорского района Республики Коми. Устье реки находится в 48 км по левому берегу реки Когель. Длина реки составляет 17 км.
Исток реки в болотах в 40 км к северо-востоку от посёлка Приуральский и в 75 км к северо-востоку от Троицко-Печорска. Река течёт на юго-запад, всё течение проходит в ненаселённой, холмистой тайге. Впадает в Когель в 30 км к северу от посёлка Приуральский.

## Данные водного реестра
По данным государственного водного реестра России относится к Двинско-Печорскому бассейновому округу, водохозяйственный участок реки — Печора от истока до водомерного поста у посёлка Шердино, речной подбассейн реки — Бассейны притоков Печоры до впадения Усы. Речной бассейн реки — Печора.
По данным геоинформационной системы водохозяйственного районирования территории РФ, подготовленной Федеральным агентством водных ресурсов:
- Код водного объекта в государственном водном реестре — 03050100112103000059362
- Код по гидрологической изученности (ГИ) — 103005936
- Код бассейна — 03.05.01.001
- Номер тома по ГИ — 03
- Выпуск по ГИ — 0